# Europski toranj u Vilniusu
Europski toranj (lit. Europos bokštas) najviši je neboder u baltičkim državama. Nalazi se u Vilniusu, u Litvi. Sagrađen je u novoj poslovnoj četvrti Šnipiškės. Visina nebodera iznosi 148 metara. Otvoren je 2004. godine kao dio proslave ulaska Litve u Europsku uniju.